# Volo Alaska Airlines 1866
Il volo Alaska Airlines 1866 era un volo di linea della Alaska Airlines con decollo da Anchorage, Alaska, e destinazione Seattle, Washington, con scali intermedi a Cordova e Juneau. Il 4 settembre 1971 il Boeing 727-100 che operava il volo durante l'avvicinamento alla pista 8 dell'Aeroporto di Juneau si schiantò contro una montagna. Nell'incidente, che fu il primo disastro di un velivolo dell'Alaska Airlines, morirono centoundici persone.

## Il velivolo
Il velivolo coinvolto nell'incidente era un Boeing 727-193 con numero di registrazione N2969G e S/N 19304 costruito nel giugno del 1966.
Al momento dell'incidente aveva accumulato 11 344 ore di volo.

## Il volo
Il volo 1866 decollò dall'Aeroporto di Anchorage, Alaska con piano di volo strumentale alle 09:13 per poi atterrare trenta minuti più tardi all'Aeroporto di Cordova. A causa di un problema al portellone di carico il Boeing decollò per lo scalo a Yakutat in ritardo, alle 10:34, dove atterrerà alle 11:07.
Trenta minuti più tardi il volo 1866 volava verso l'Aeroporto di Juneau. Alle 12:08 avviene l'ultimo contatto tra l'equipaggio e i controllori di volo
Alle 12:15, in condizioni di bassa visibilità, il Boeing 727 impatta il terreno a circa 18 miglia ad ovest dell'Aeroporto di Juneau ad una altitudine di 2 500 piedi.

## L'inchiesta

### Inchiesta NTSB del 1972
Per accertare le cause dell'incidente venne nominata una inchiesta da parte della National Transportation Safety Board. L'NTSB stabilì che la causa più probabile dell'incidente è da attribuire ai piloti che, a causa di un errore mai identificato, pensarono di trovarsi più vicino all'aeroporto di quello che realmente fossero ed iniziarono la discesa troppo prematuramente scendendo sotto l'altitudine minima di settore. I piloti inoltre non seguirono le procedure previste per identificare il VOR a cui erano agganciati in quel momento.

### Inchiesta dell'Alaska Airlines
La conclusione dell'inchiesta dell'NTSB non incontrò il favore del Dipartimento Operativo dell'Alaska Airlines che aveva come responsabile Warren Metzger. Non credevano infatti che la causa dello schianto fosse da attribuire solamente ai piloti.
Poco dopo l'incidente giunsero a Warren due "strane" lettere firmate da una persona che si descriveva come una medium. Nella seconda lettera giunta nel gennaio 1971 la medium riportava di un colloquio tra lei e il defunto Comandante del Volo 1016, il quale era ancora alla ricerca della verità assieme però ad un altro pilota, un certo Carlos, deceduto in un incidente aereo della Iberia molto simile.
Metzger ricreò le condizioni al momento dell'incidente del Boeing rilevando una discrepanza di 45° gradi del VOR. Mentre si preparavano ad un nuovo test con un aereo equipaggiato con sofisticati strumenti di radiomisure la FAA patteggiò con l'Alaska Airlines 15 milioni di dollari a conclusione della causa legale.
I tecnici scoprirono che in particolari condizioni meteorologiche e grazie alla morfologia del territorio il VOR agganciato dal Boeing al momento dello schianto poteva dare delle informazioni false poiché si creava una sorta di segnale "specchio".

### Inchiesta NTSB del 1994
Nel 1994 l'NTSB aprì nuovamente l'inchiesta determinando ufficialmente che il velivolo ricevette segnali errati ma non fu in grado di stabilirne il motivo.